# Anne-Suzanna Fosther-Katta
Anne-Suzanna Fosther-Katta (* 13. November 1998 in Paris) ist eine französisch-kamerunische Leichtathletin, die im Weit- und Dreisprung an den Start geht. 2024 wurde sie in Douala Vizeafrikameisterin im Dreisprung.

## Sportliche Laufbahn
Erste internationale Erfahrungen sammelte Anne-Suzanna Fosther-Katta, die ein Studium an der Texas Tech University in den Vereinigten Staaten absolviert, bei den Leichtathletik-Afrikameisterschaften 2024 in Douala, als sie für Kamerun mit einer Weite von 13,45 m die Silbermedaille im Dreisprung hinter der Senegalesin Saly Sarr gewann.
2023 wurde Fosther-Katta französische Meisterin im Dreisprung im Freien sowie 2020 in der Halle.

## Persönliche Bestleistungen
- Weitsprung: 6,28 m (+0,9 m/s), 7. Juli 2018 in Albi
- Dreisprung: 14,20 m, 11. März 2023 in Albuquerque